# Tungusiska språk

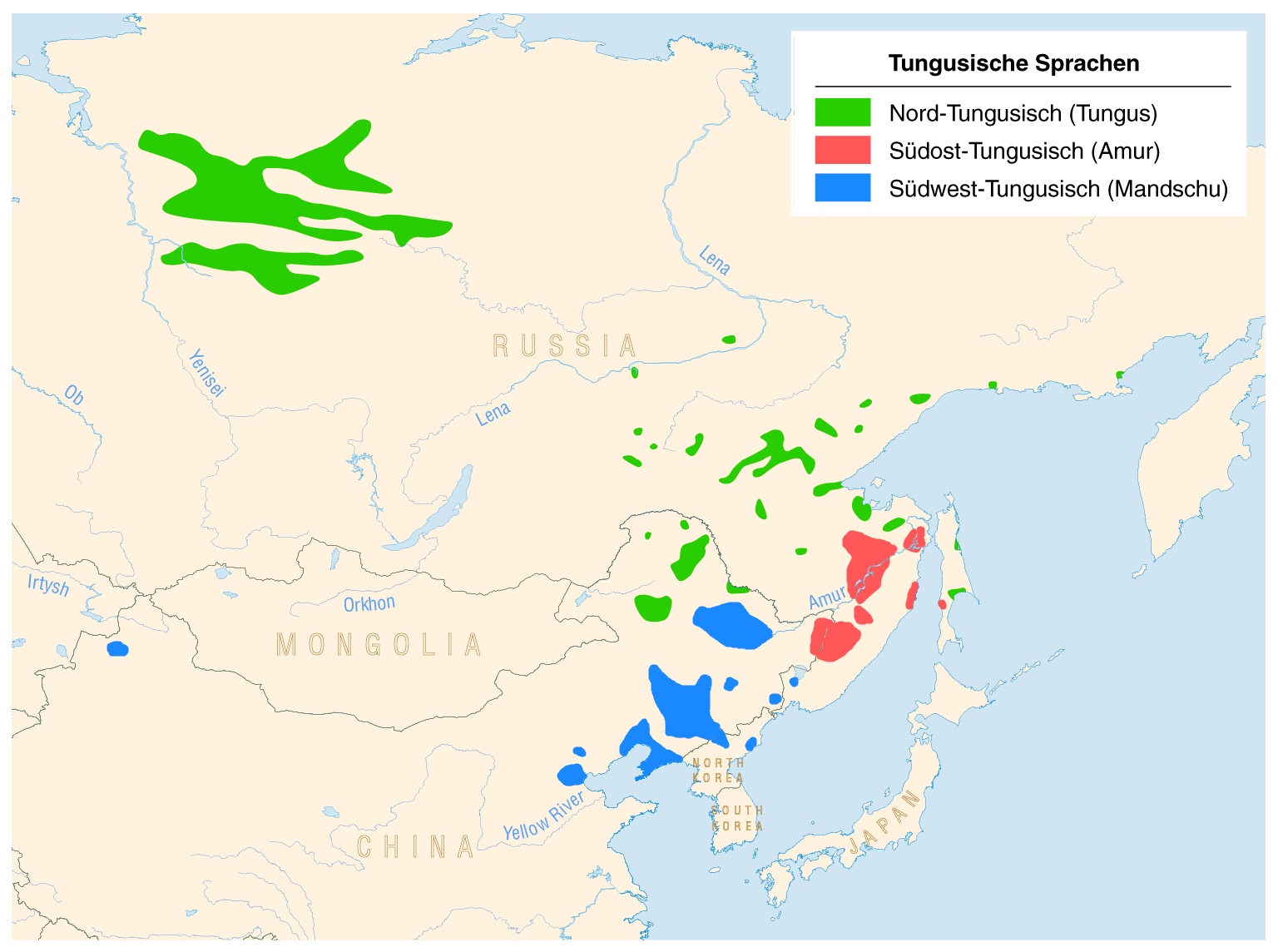
Tungusiska språks utbredning, här indelade i nordtungusiska, sydosttungusiska och sydvästtungusiska.

Tungusiska språk är en språkgrupp utbredd främst i Sibirien och norra Kina. Den är detsamma som den nordliga gruppen av manchu-tungusspråk.
Språkgruppen består av 13 språk:
- Centraltungusiska
  - Central-östliga
    - Kilen
    - Oroch
    - Udihe

  - Central-västliga
    - Nanai
    - Orok
    - Ulch
- Manchu-jurchenspråk
  - Jurchen
  - Manchu-xibe
    - Manchuiska
    - Xibe
- Nordtungusiska
  - Even
  - Nordvästliga
    - Evenki
    - Negidal
    - Oroqen